# جوتز أوتو
جوتز أوتو (بالألمانية: Götz Otto)‏ هو سائق سيارة سباق وممثل ألماني، ولد في 15 أكتوبر 1967 في ألمانيا.

## أعمال

### أفلام
- (1993) قائمة شندلر[4][5][6]
- (1997) الغد لا يموت[7][8][9]
- (1999) فتاة أحلامك
- (2004) السقوط
- (2012) السماء الحديدية[10]
- (2012) سحابة الأطلس[11]

## وصلات خارجية
- جوتز أوتو على موقع IMDb (الإنجليزية)
- جوتز أوتو على موقع روتن توميتوز (الإنجليزية)
- جوتز أوتو على موقع مونزينجر (الألمانية)
- جوتز أوتو على موقع ألو سيني (الفرنسية)
- جوتز أوتو على موقع ميوزك برينز (الإنجليزية)
- جوتز أوتو على موقع أول موفي (الإنجليزية)
- جوتز أوتو على موقع ديسكوغز (الإنجليزية)
- جوتز أوتو على موقع قاعدة بيانات الفيلم (الإنجليزية)
- جوتز أوتو على موقع كينوبويسك (الروسية)